# Касірута
Касірута (індонез. Kasiruta) — індонезійський острів, розташований у південно-західній частині Молукських островів.

## Географія
Острів має горбистий рельєф  та вкритий пишними лісами. Має площу близько 400 км². Розташований за кілька кілометрів від північно-західного узбережжя острова Бачан. Він досягає максимальної висоти 795,2 м над рівнем моря.

## Економіка
Основним заняттям місцевого населення є вирощування кокосів та какао, а також видобування деревної смоли. У декількох селищем займаються також видобутком каменю.